# Дворец Бергла
Дворец Бергла (чеш. Berglův palác), он же дворец Берглера (чеш. Berglerův palác), он же вилла Берглера (чеш. Berglerova vila), в простонародье известный, как Музейка (чеш. Muzejka) — неоренессансное здание с неоготическим фасадом в центре Брно, неподалёку от Моравской площади, на Лидицкой улице (чеш. Lidicka). Охраняется как памятник культуры с 1958 года.

## История
Здание было построено в период с 1860 по 1863 год по заказу торговца кожаными изделиями, Иоганна Бергла или Берглера (нем. Johann Bergl (Bergler)), и по проекту австрийского архитектора Генриха фон Ферстеля. Здание было построено на пространстве, освобождённом от городских стен — похожие процессы протекали во многих городах Европы, где вместо обвода городских стен появлялись кольцевые автодороги или бульвары. 
После смерти в 1885 году первого владельца здания, его выкупил совладелец текстильной фабрики Эдмунд Бохнер (нем. Edmund Bochner), который перестроил дом по проекту австрийского архитектора Августа Прокопа в 1888 году. Часть помещений он сдал Отто Биберу (нем. Otto Biber), который перенёс в здание свою кофейню «Café Biber», располагавшуюся неподалёку, на Лидицкой улице. Это было первое кафе в Брно с электрическим освещением.
В 1903 году, после смерти Эдмунда, здание унаследовала его дочь, Евгения, вышедшая замуж за известного моравского предпринимателя Альфреда Клейна фон Визенберга (нем. Alfred Klein von Wiesenberg). Она продала дом в 1915 году крупному землевладельцу и бизнесмену Стефану Гаупту фон Бухенроде (нем. Stefan Haupt von Buchenrode). Стефан продал здание в 1926 году Пражскому Национальному сельскохозяйственному музею. После продажи музею, кафе в здании было переименовано в «Kavárna Muzeum», и тогда оно в простонародье стало называться «Музейка» (чеш. Muzejka).
В 1934 году интерьер здания был реконструирован чешским архитектором Богуславом Фуксом.
В 1943 году музей был упразднён, и здание стало штаб-квартирой «Союза сельского хозяйства и лесничества» (чеш. Svaz pro zemědělství a lesnictví).
Во время Второй мировой войны при освобождении Брно здание сильно пострадало от обстрелов.
После Второй мировой войны Национальный сельскохозяйственный музей, имевший до войны тесные связи с Аграрной партией, был национализирован, и его филиал в Брно был закрыт в 1948 году. Здание приобрёл «Союз чешских земледельцев» (чеш. Jednotný svaz českých zemědělců), после чего здесь до 1960-х годов располагалась «Академия сельскохозяйственных наук» (чеш. Akademie zemědělských věd).
После событий 1989 года несколько лет дворец пустовал. Теперь в здании находится брненский филиал Альянс Франсез, а с 2003 года — «Австрийский институт Брно».
С 2016 году в помещении бывшего кафе началась реконструкция, и в 2022 году там открылся новый ресторан «Gattamelata», названный в честь известного кондотьера. В мае 2023 года ресторан закрылся.
В 2022 году, после вторжения России на Украину, в здании открылся «Украинский культурно-просветительский центр» (укр. Український культурно-освітній центр).

## Описание
Вход во дворец лежит через внутренний двор, где располагается вход в большой зал с парадной лестницей, сохранившийся в первоначальном виде до наших дней. Потолок над лестницей украшен лепниной, стены облицованы мрамором. На декоративной решётке нанесены инициалы Бергла и год окончания строительства. Фасад здания выполнен в неоготическом стиле и в неоренессансном  стиле Тюдоров из неоштукатуренного красного кирпича и каменных эркеров. На угловой смотровой террасе раньше располагался зимний сад, который Август Прокоп ликвидировал при реконструкции 1888 года. Внутри здания расположены три аудитории.

## Галерея

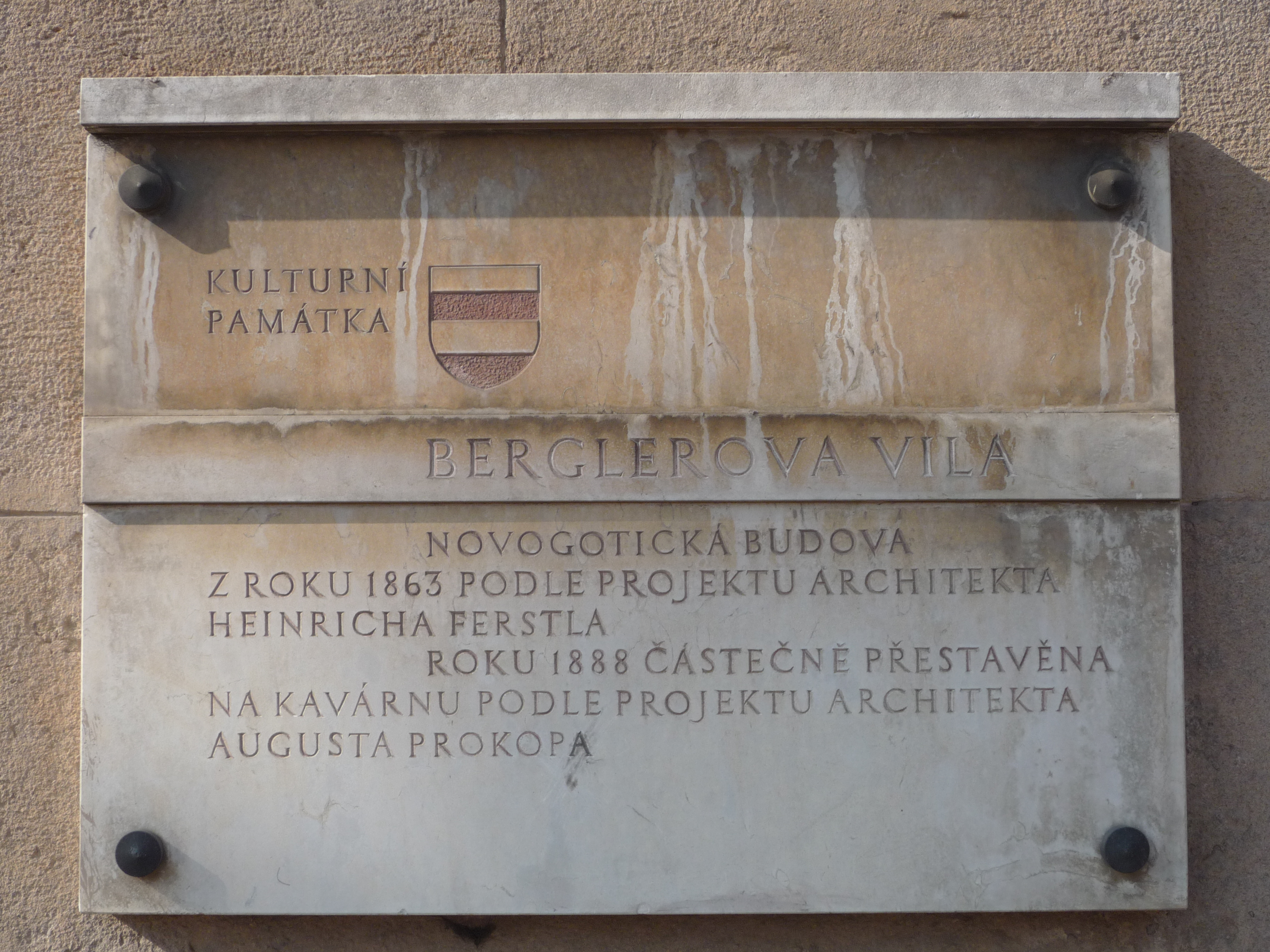
Памятная доска на здании
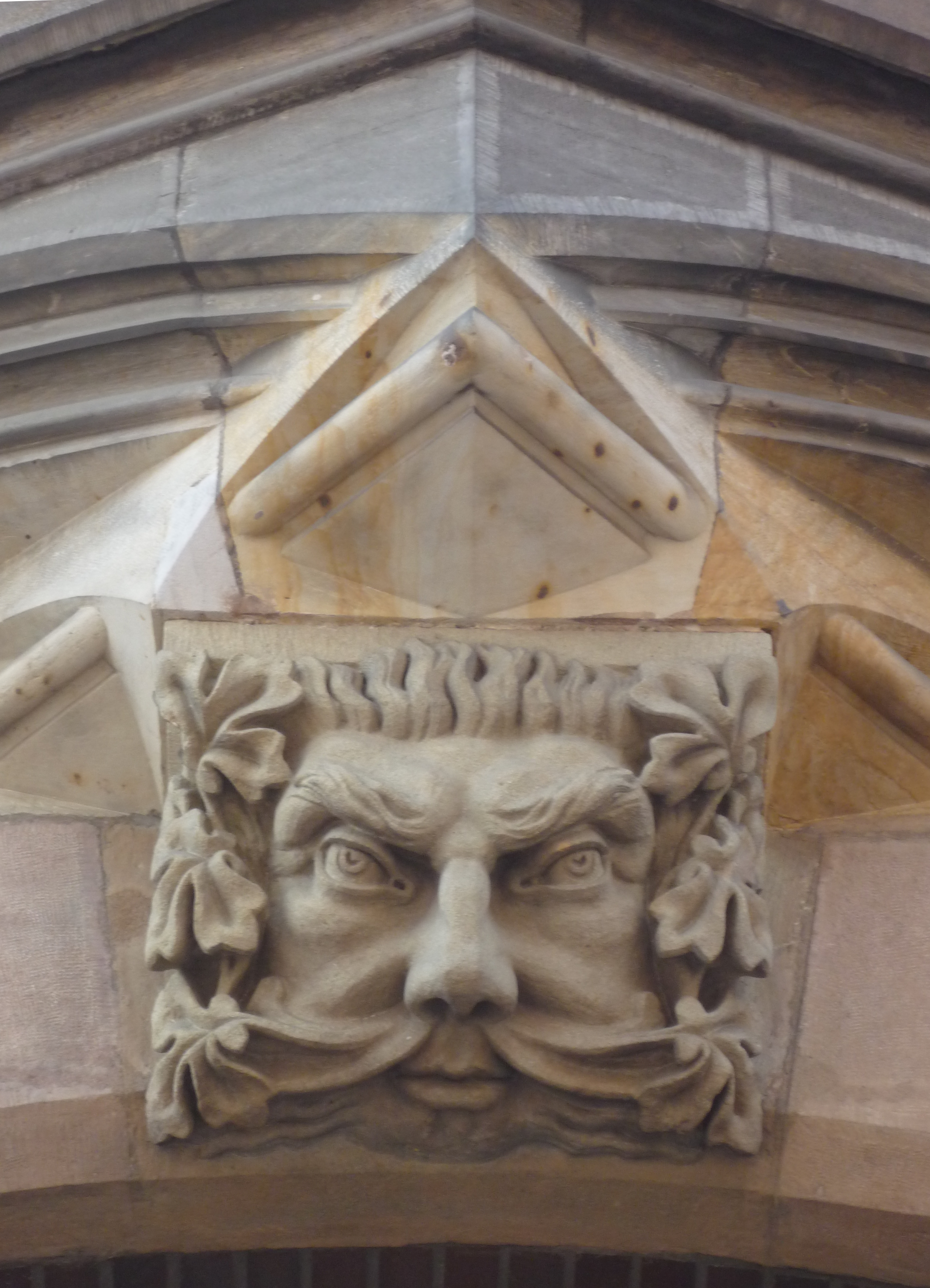
Маскарон, изображающий зелёного человека, на здании
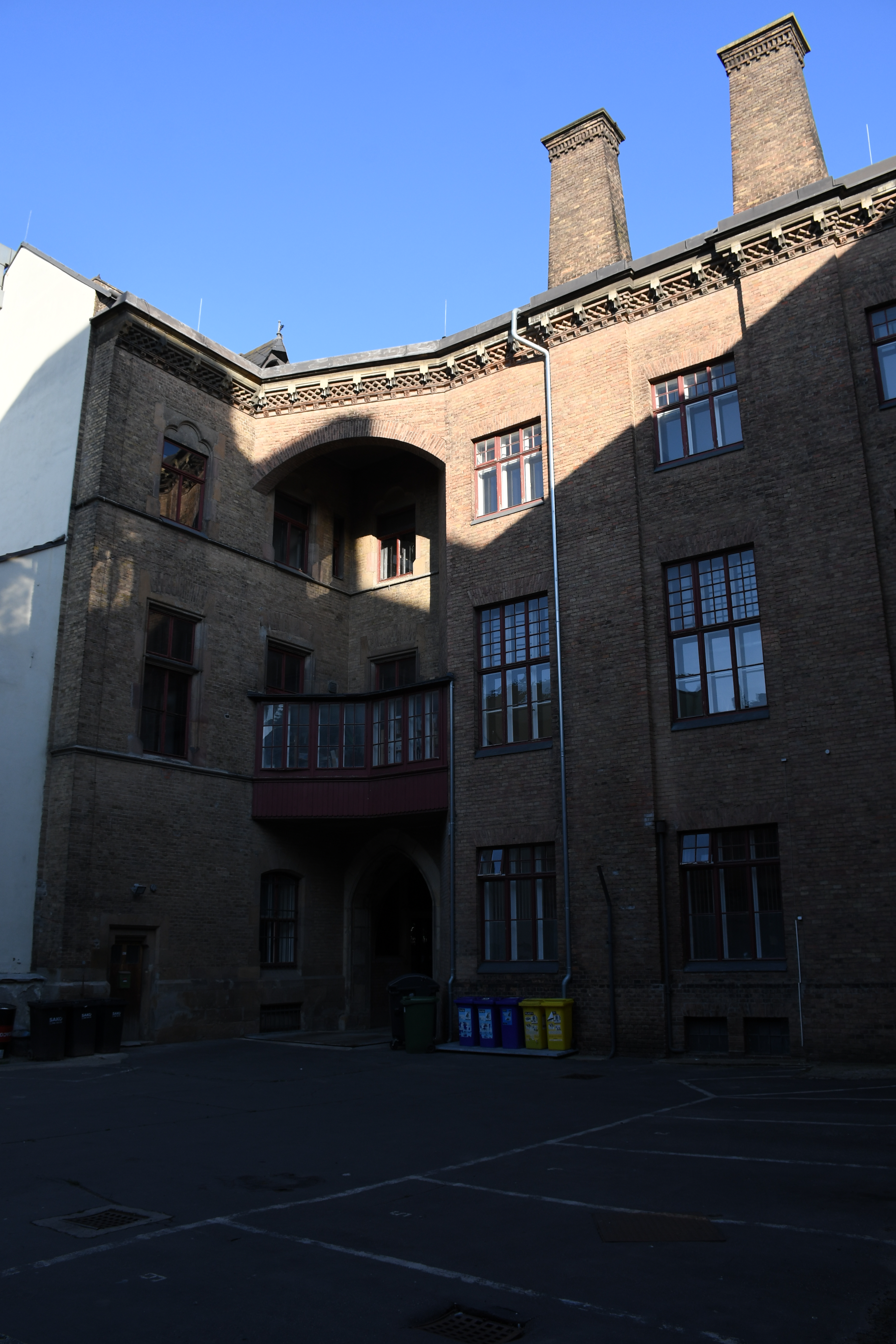
Неоренессансный внутренний двор здания
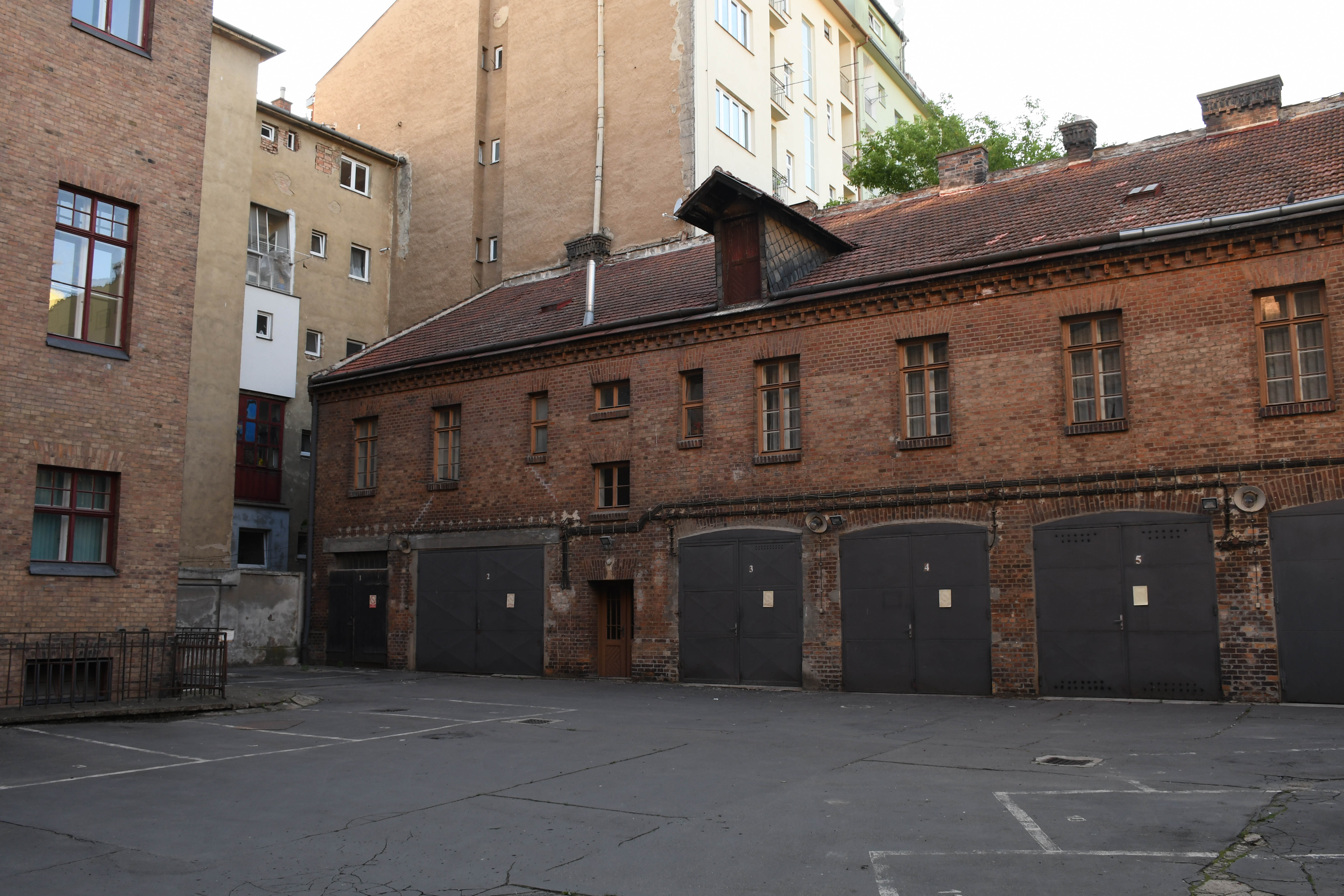
Неоренессансный внутренний двор здания
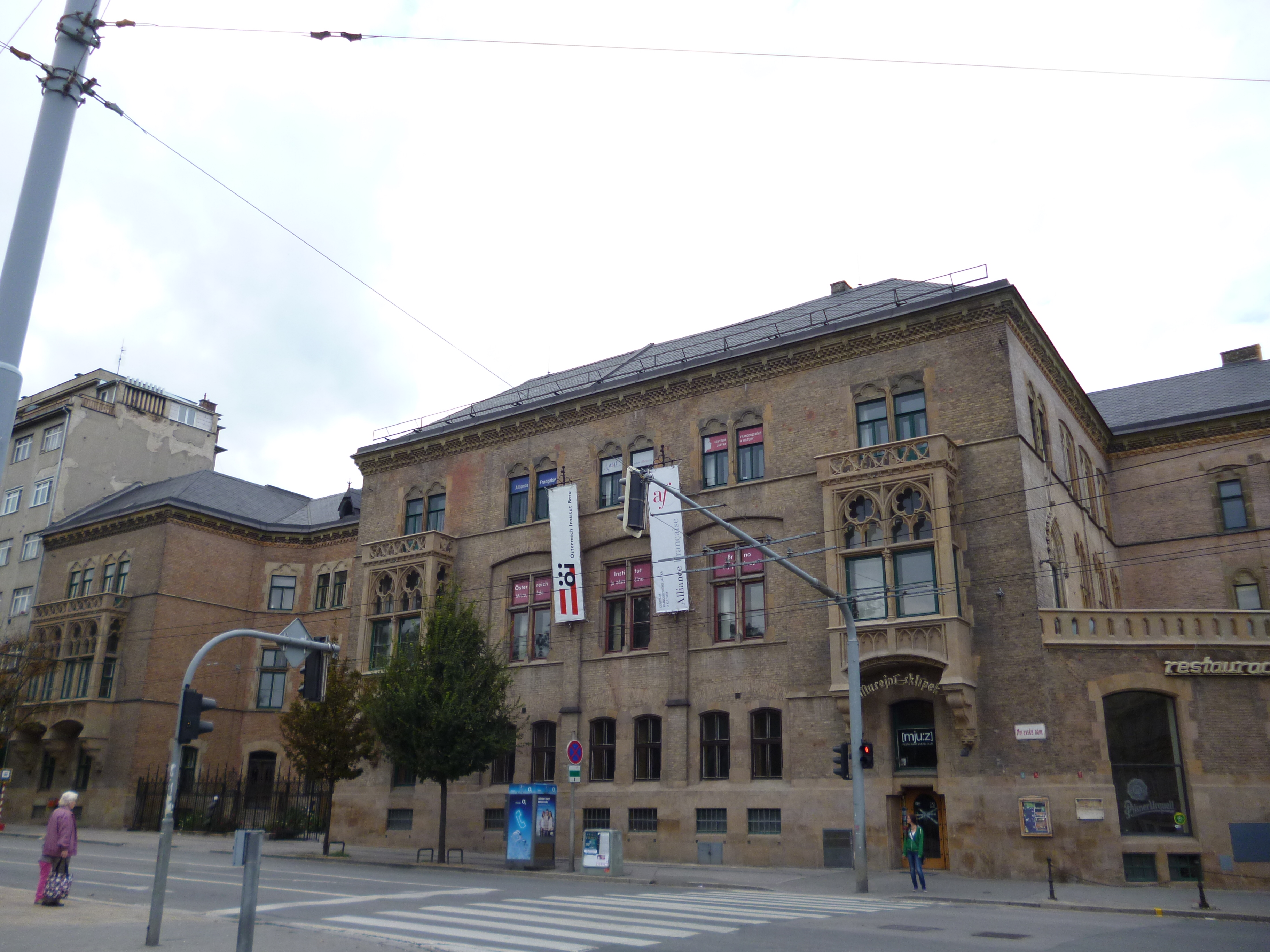
Неоготический фасад здания